# Szentpéterszeg
Szentpéterszeg község Hajdú-Bihar vármegyében, a Berettyóújfalui járásban.

## Fekvése
A Berettyó folyó mentén fekszik, közvetlenül Berettyóújfalu északkeleti szomszédságában.
A további szomszédos települések: észak felől Derecske, északkelet felől Konyár, kelet felől Gáborján, dél felől Váncsod, északnyugat felől pedig Tépe.

### Megközelítése
Csak közúton közelíthető meg, a Berettyóújfalutól Pocsajig vezető 4812-es úton.
Déli határszélét érinti az M4-es autóút is, de annak a határai között nincs csomópontja, a legközelebbi fel- és lehajtási lehetőségek Berettyóújfalu északi, illetve Gáborján keleti külterületei között érhetők el.
A legközelebbi vasúti csatlakozási lehetőséget a Püspökladány–Biharkeresztes-vasútvonal Berettyóújfalu vasútállomása kínálja, közúton mintegy 10 kilométer távolságra délnyugati irányban.

## Története
A hely már a honfoglalás korában lakott volt, de a tatárjárást követően elnéptelenedett.
1245-ben Raffain bán, 1311-ben Debreczeni Dósa nádor volt a birtokosa, 1411-ben a debreceni uradalom tartozékaként tartották számon. 1450-ben Hunyadi János egy Oduzudi Mammy nevű olasznak adományozta, majd Papa és Bardy Angeló nevű rokonainak a birtokába jutott, akik később felvették a Szentpéterszegi nevet. A korábban Szilágyi Mihály birtokában levő részt Mátyás király a Rozgonyiaknak adományozta, majd a váradi káptalané lett. Szentpéterszeg 1460-ban Szabolcs vármegyéhez tartozott, 1566-ban pedig az erdélyi kincstáré lett. A Szejdi-dúlást követően újra lakatlanná vált, és sokáig az is maradt a település. Az 1692. évi összeírás nem is említette, majd az 1700-as években ismét a káptalané lett a birtok.

## Közélete

### Vezetői
| Időszak      | Név               | Párt                  |
| Tanácselnök  | Tanácselnök       | Tanácselnök           |
| ------------ | ----------------- | --------------------- |
| 1971-1973    | Ékes Istvánné     |                       |
| 1973-1975    | Ékes Istvánné     |                       |
| 1975-1980    | Ékes Istvánné     |                       |
| 1985-1990    | Tornyi Lajos      | hivataláról lemondott |
| 1990-1990    | Harasztosi Albert | tanácselnök-helyettes |
| Polgármester |                   |                       |
| 1990–1994    | Olajos Mihály     | független             |
| 1994–1998    | Olajos Mihály     | független             |
| 1998–2002    | Olajos Mihály     | független             |
| 2002–2006    | Olajos Mihály     | független             |
| 2006–2010    | Olajos Mihály     | független             |
| 2010–2014    | Olajos Mihály     | független             |
| 2014–2019    | Olajos Mihály     | független             |
| 2019–2024    | Kiss Gábor Csaba  | független             |
| 2024–        | Kiss Gábor Csaba  | független             |

## Nevezetességei
Ősi egyházát Szent Péter tiszteletére szentelték. Mostani református temploma 1790-ben épült barokk stílusban, de harangját a rajta lévő felirat szerint a szalontai eklézsia öntette 1699-ben. Ezt a harangot 1927-ben beolvasztották és két másikat készítettek belőle. A toronyban jelenleg három harang található. A templom előtt IV. Béla egész alakos szobra áll.
A településen jellegzetes parasztbarokk épületeket találunk. A Dózsa György utca 1. szám alatti vert falú zsellérház népi műemlék, 1997 óta tájházként üzemel, népi bútorokkal, használati tárgyakkal rendezték be. Az évente május 1-jén tartott majálisok és a szeptember utolsó szombatjára eső szüreti felvonulás egyaránt sok érdeklődőt vonzó, látványos rendezvény. A községnek van tánccsoportja is, az 1997-ben alakult Péterszegi Rozmaring Néptánccsoport, amely már az ország különböző pontjaira elvitte Szentpéterszeg hírét.

## Híres szülöttei
- Rácz Mihály (1844–1909) Nagyvárad főjegyzője, újságíró, költő
- Kovács Sándor (1894–1942) római katolikus plébános, országgyűlési képviselő, püspöki tanácsos, újságíró
- Tóth Béla (1907–1991) lovassport- és öttusa-mesteredző
- S. Nagy László (1931) Kaán Károly-emlékérmes okleveles erdőmérnök, tájrendező szakmérnök, egy időben a Természetvédelmi Felügyelőség igazgatója; a Közép-Duna-völgyi Környezetvédelmi és Vízügyi Igazgatóság nyugalmazott igazgató- helyettese, akinek munkásságát 2016-ban Környezetünkért emlékplakettel ismerte el a Földművelésügyi minisztérium.
- Fekete Borbála (1933–1992) festőművész
- Matolcsi Lajos (1938–2022), egyetemi docens, egy időben a Hajdú-Bihar megyei közgyűlés alelnöke
- Turzó József (1980) futsal-edző (Mezei-Vill. FC Berettyóújfalu, Swietelsky-Haladás VSE Szombathely), a magyar futsalválogatott szövetségi kapitánya.
- Tornyi Ildikó (1983) színművésznő, a Vígszínház tagja, aki 2006-ban elnyerte A legígéretesebb pályakezdő díját, 2007-ben Varsányi Irén-emlékgyűrűt, 2008-ban pedig Junior Prima díjat kapott.

## Népesség
2001-ben a település lakosságának 99%-a magyar, 1%-a egyéb (főleg cigány) nemzetiségűnek vallotta magát.
A 2011-es népszámlálás során a lakosok 90,4%-a magyarnak, 0,3% bolgárnak, 4,6% cigánynak, 0,2% németnek, 0,7% románnak mondta magát (9,6% nem nyilatkozott; a kettős identitások miatt a végösszeg nagyobb lehet 100%-nál). A vallási megoszlás a következő volt: római katolikus 3,4%, református 63,5%, görögkatolikus 0,3%, felekezeten kívüli 18,7% (13,4% nem válaszolt).
2022-ben a lakosság 95,8%-a vallotta magát magyarnak, 1,3% cigánynak, 0,6% románnak, 0,3% németnek, 0,1% szlováknak, 0,1% horvátnak, 1,9% egyéb, nem hazai nemzetiségűnek (4,2% nem nyilatkozott; a kettős identitások miatt a végösszeg nagyobb lehet 100%-nál). Vallásuk szerint 51,1% volt református, 3,9% római katolikus, 0,7% görög katolikus, 0,5% egyéb keresztény, 0,1% egyéb katolikus, 0,1% evangélikus, 0,1% ortodox, 21,1% felekezeten kívüli (22,3% nem válaszolt).
A település népességének változása:

## Testvértelepülések
- Kémer, Románia (2005)
- Szentjobb, Románia (1993)

### Partnertelepülések
- Magyarremete, Románia
- Nagysolymár, Szlovákia